# Bloons TD 6
Bloons TD 6 est un jeu vidéo de tower defense de 2018 et le sixième jeu de la série Bloons Tower Defense, développé et publié par Ninja Kiwi. Il est sorti pour la première fois en juin 2018 sur iOS et Android, et a été porté sur Microsoft Windows en décembre 2018, avec une conversion macOS qui sortira plus tard en mars 2020.

## Système de jeu
Le joueur se défend contre les Bloons qui arrivent.
Le gameplay de Bloons TD 6 est similaire à celui des autres jeux de la série Bloons Tower Defense. Comme les autres jeux de la série, Bloons TD 6 est un jeu de tower defense. Bloons TD 6 utilise des graphismes 3D dans son gameplay, mais il se joue principalement en 2D.
Le but principal de Bloons TD 6 est d'empêcher les ballons ennemis (appelés "Bloons" dans le jeu) d'atteindre la sortie en créant une défense composée de tours (appelées "Singes" dans le jeu),,. Faire exploser des Bloons permet de gagner de l'argent, qui peut être utilisé pour acheter des tours supplémentaires ou améliorer les tours existantes. Les différents types de tours et leurs améliorations jouent des rôles distincts pour la défense du joueur. La plupart des tours attaquent en endommageant directement les Bloons, tandis que d'autres peuvent ralentir la progression des Bloons, soutenir d'autres tours ou produire des revenus,,. Les tours peuvent être améliorées pour les rendre plus fortes, ce qui leur permet de faire face à des vagues de Bloons plus puissantes qui apparaissent lors des tours suivants,.
Les cartes sont choisies à la discrétion du joueur, en commençant par les cartes les moins difficiles. Terminer des parties sur des cartes débloque des cartes plus difficiles. Différents modes de jeu peuvent être joués, chacun avec un ensemble de règles différent.
Le jeu introduit des mécanismes de jeu supplémentaires qui n'étaient pas disponibles dans les jeux précédents, en plus de nouveaux types de Bloons, de tours et d'améliorations. Des types spéciaux de tours appelées "Héros" montent automatiquement de niveau une fois placées, ce qui leur permet de devenir plus fortes au fur et à mesure que le jeu progresse, mais le joueur ne peut placer qu'un seul Héros choisi par partie. Certaines cartes contiennent des obstacles qui peuvent empêcher certaines tours de les voir ou d'attaquer par-dessus.
Les joueurs peuvent gagner une monnaie en jeu appelée "Monkey Money" qui peut être échangée en terminant des parties, ce qui leur permet de débloquer des fonctionnalités supplémentaires dans le jeu. Une autre monnaie appelée "Monkey Knowledge Points" peut être échangée dans un arbre d'améliorations déblocables appelé "Monkey Knowledge", qui débloque des améliorations uniques pouvant être utilisées librement dans la plupart des modes de jeu. L'argent de singe peut être utilisé pour débloquer des pouvoirs, de nouveaux héros, certains cosmétiques et débloquer des connaissances de singe plus approfondies en conjonction avec les points de connaissances de singe. Les "trophées" sont un type de monnaie rare qui peut être échangé dans la boutique de trophées pour débloquer des cosmétiques spéciaux qui ne peuvent pas être débloqués par l'argent de singe, et qui ne peut être obtenu qu'en jouant régulièrement aux événements de course et au mode Odyssée.
En plus des modes de jeu standard, il existe des modes de jeu supplémentaires qui comportent des règles spéciales non présentes dans les jeux normaux. Les défis personnalisés peuvent être créés dans l'éditeur de défis et joués par n'importe quel utilisateur à l'aide du navigateur de défis. Le mode Odyssée est un mode de jeu spécial dans lequel un ensemble de tours et le héros choisi sont sélectionnés pour le voyage afin de battre un nombre prédéterminé de jeux différents selon un ensemble restreint de règles tout au long et à l'intérieur de chaque étape. Les événements de course fonctionnent de manière similaire aux jeux normaux, sauf que le joueur a le choix d'envoyer des tours plus tôt pour atteindre un temps aussi rapide que possible.
Bloons TD 6 est principalement un jeu solo, mais le mode Co-Op est un mode de jeu optionnel avec un gameplay multijoueur. Le mode Co-Op peut être joué avec jusqu'à 4 joueurs par partie, où le gameplay reste essentiellement similaire, sauf que les joueurs peuvent se transférer de l'argent entre eux.